# Колір шафрану
«Колір шафрану» (іноді «Колір повстання» гінді ਰੰਗ ਦੇ ਬਸੰਤੀ, трансліт. Rang De Basanti, досл. «Пофарбуй це жовтим»), — індійський музичний фільм 2006 року, романтична драма, написана й знята Ракешом Омпракашом Мехрою мовою гінді.
Прем'єра 171-хвилинного фільму-мюзиклу відбулася 26 січня 2006 року (США). На середину лютого 2021 року входить до списку 250-ти найпопулярніших фільмів за версією IMDb.
За сюжетом, написаним Мехрою у співавторстві з Ренсілем Д'Сільвою та іншими, студент-кінематографіст подорожує Індією задля знімання історії п'яти революціонерів, борців за свободу країни.

## Сюжет
У Лондоні студентка-режисерка Сью знаходить щоденник свого діда — британського полковника, який у 1930-х роках був причетний до страти індійських революціонерів Бхагата Сінґха, Сукгдева і Раджґуру. Натхненна їхнім духом, Сью вирішує зняти фільм про цих борців за свободу.
Вона приїжджає до Індії, де за допомогою місцевої студентки Соні шукає акторів. Не знайшовши нікого підходящого, вона знайомиться з друзями Соні — безтурботними й аполітичними студентами DJ, Караном, Сухі та Асламом — і вирішує зняти їх у фільмі. Спочатку вони ставляться до ідеї байдуже, але з часом переймаються духом героїв, яких грають.
Коли наречений Соні, військовий пілот Аджай, гине в аварії МіГ-21, влада покладає провину на нього. Проте друзі знають, що Аджай — герой, і дізнаються, що справжня причина — корупція в Міністерстві оборони. Це відкриття змушує їх до дій.
Натхненні революціонерами, вони організовують мирний протест, який поліція жорстоко розганяє. Мати Аджая впадає в кому. У відповідь друзі вбивають міністра оборони Шастрі, а Каран — ще й свого батька, який був до цього причетний.
Щоб пояснити свій вчинок, вони захоплюють радіостанцію і звертаються до народу. Поліція бере штурмом будівлю — майже всі гинуть. Проте їхня жертва не марна: суспільство здіймає хвилю протестів, а Сью назавжди зберігає пам’ять про хлопців і їхню боротьбу за справедливість.

## Акторський склад
- Аамір Хан — Даліджит «Ді Джей» / Чандра Шехар Азад[en]
- Сіддхарт Нараян — Бхагат Сінгх / Каран Сінгханія
- Атул Кулкарні — Лакшман Пандей / Рампрасад Бісміл
- Шерман Джоші — Сухі Рам / Шиварам Раджгуру
- Кунал Капур — Аслам Хан / Ашфакулла Хан
- Еліс Паттен — Сью Маккінлі
- Соха Алі Хан — Соня / Дургаваті Деві
- Кіррон Хер — Мітро Сінгх / мати Ді Джея